# 卞祖善
卞祖善（1936年—），男，江苏镇江人，中国指挥家。
1961年毕业于上海音乐学院后，一直在中央芭蕾舞团从事乐队指挥。曾担任中央芭蕾舞团首席指挥。